# یواس‌اس ناتوما (اس‌پی-۶۶۶)
یواس‌اس ناتوما (اس‌پی-۶۶۶) (به انگلیسی: USS Natoma (SP-666)) یک کشتی بود که طول آن ۱۲۰ فوت (۳۷ متر) بود. این کشتی در سال ۱۹۱۳ ساخته شد.